# ルーマニア公国

モルダヴィア＝ワラキア連合公国（1859年 - 1862年）
ルーマニア連合公国（1862年 - 1866年）
ルーマニア公国（1866年 - 1881年）
Principatele Unite ale Moldovei și Țării Românești (ルーマニア語)

国歌: Marș triumfal（ルーマニア語）
凱旋行進曲
 
1859年のルーマニア公国の版図

ルーマニア公国（ルーマニアこうこく、ルーマニア語: Principatele Române）は、1859年にワラキア公国とモルダヴィア公国が合併して成立した東ヨーロッパの国家である。1881年3月13日に、ルーマニア公カロル1世が国王に即位して王制へ移行した。

## 概要
ワラキア公国とモルダヴィア公国は、オスマン帝国によるヨーロッパ侵攻によって敗れたが、外交的に屈服し、オスマン帝国宗主権下の自治公国として存続することを許されていた。しかし17世紀以降は、オスマン帝国の衰退により、ヨーロッパの列強（特にロシア帝国やオーストリア帝国）の干渉を受けるようになった。
19世紀に入ると、ヨーロッパにおけるオスマン帝国の更なる衰退（1817年のセルビア公国の成立、1822年のギリシャ第一共和政の成立、1852年のモンテネグロ公国の成立など）や欧州におけるナショナリズムの台頭もあり、ワラキアやモルダヴィアでも民族意識が形成され、ワラキア蜂起などが勃発。クリミア戦争においてロシア帝国・オスマン帝国双方が疲弊すると、連合公国として広範な自治を獲得するに至った。

## 名称
名称は三度変更されている。
- 連合公国（Principatele Unite Moldova şi Ţara Românească、モルダヴィア＝ワラキア連合公国、または単に、Principatele Unite、1859年-1862年）
- ルーマニア連合公国（Principatele Unite Române、1862年-1866年）
- ルーマニア公国（România、1866年-1881年）

## 歴史
- 1859年 - ワラキア公国とモルダヴィア公国が合併し、モルダヴィア＝ワラキア連合公国（連合公国）が成立。
- 1861年 - 国称をルーマニア（ロマニア）公国とする。
- 1866年 - アレクサンドル・クザ公が退位。新たな公カロルのもとで憲法発布。
- 1877年 - 露土戦争勃発。ロシア帝国側で参戦。
- 1878年 - ベルリン条約によりオスマン帝国から完全に独立。
- 1881年 - カロルがルーマニア国王となり、王制へ移行（ルーマニア王国の成立）。